# 蕭望之
蕭 望之（しょう ぼうし、? - 紀元前46年）は、前漢の政治家。字は長倩。東海郡蘭陵県の人で、後に京兆尹杜陵県に移る。

## 略歴
実家は代々農業を家業としていたが、彼は学問を好み、『詩経』・『論語』・『儀礼』（礼服篇）などを学び、長安でも名を知られるようになった。
大将軍霍光の時代、その部下であった丙吉が彼を推薦したが、霍光が面会の際に武器を持っているか身体検査をし、更に両脇に役人がつき従うという扱いに抗議し、周公旦の態度との違いを直言したことで霍光に嫌われ、任用されなかった。
その後、問題に対する解答が優秀であったことで郎になるが、数カ年後、弟が法を犯したことで罷免され、郡の役人となった。その後当時御史大夫だった魏相が彼を御史府の役人に取り立て、孝廉に挙げられ大行治礼丞となった。
民間にいた時代に学問を学び、既に儒者蕭望之の名を知っていた宣帝は、霍氏を排除して有能な者を任用せよという上奏を納れ、彼を謁者とした。蕭望之は更に諫大夫・丞相司直と一気に昇進し、一年間で二千石の官にまで登り、霍氏が排除されると更に重用されるようになる。
宣帝は彼を平原太守に任命したが、朝廷で活躍することを望む蕭望之は「朝廷が重要であって外郡が治まらないのは憂うまでもない」と暗に自分を朝廷に戻すことを要求し、納れられて少府に任命された。
その後、蕭望之を今度は左馮翊に任命した。今回も蕭望之はこれを左遷と考えて病気を称し仕事に就こうとしなかったが、治民の能力を試す必要があるという宣帝の説得で仕事に就いた。左馮翊として優れた実績を挙げ、大鴻臚に移り、神爵3年（紀元前59年）御史大夫丙吉が丞相に昇進すると御史大夫となった。
蕭望之は朝廷にあっては数々の政策についての議論で意見を述べ、しばしば採用されているが、常平倉設置に反対したり、宣帝が重んじる丙吉を批判するなど、宣帝の意にそぐわないこともあり、病身の丞相丙吉に対する態度が不遜であったことなどを理由に弾劾され、太子太傅に左遷されて丞相への道が遠ざかった。太子太傅となってからは後の元帝に論語や儀礼を教授した。
宣帝は臨終の際に皇太子（元帝）を補佐する大臣として外戚の史高と共に太子太傅蕭望之・太子少傅周堪を選び、彼らに皇太子を託し、蕭望之は前将軍・領尚書事となった。
宣帝が崩じると蕭望之らは師ということで皇帝に重んじられ、蕭望之らは更に劉更生（劉向）、金敞と共に古代にのっとった政治を行い、制度改革を進めようとした。しかし政治上は儒学にそれほど重きを置かず、法治を旨としていた宣帝に法律の知識があることで任用されていた中書令弘恭・中書僕射石顕ら中書宦官はこれに反発し、史高を抱き込んで蕭望之と対立した。一方で蕭望之は中書に宦官を用いないことを進言して両者の対立が決定的となり、蕭望之が推薦した鄭朋という人物が宦官側についたことで宦官に罪過を暴かれ解任された。
しかし数カ月後、元帝は彼を丞相にしようとし、関内侯に封じ給事中に任命した。更に蕭望之の子が父の無罪を申し立てたが、蕭望之の復帰を恐れた弘恭らは子の上奏を逆手に取り、息子に無罪と申し立てさせて非を皇帝になすりつけようとしているとして罪に落とし、逮捕させようとした。役人が屋敷に来ると、蕭望之は服毒自殺した。初元3年（紀元前46年）のことである。
なお、後世の系図（南朝斉・梁を立てた東海郡蘭陵県の蕭氏）では蕭何の末裔が蕭望之であるとしているが、このことについて唐の顔師古は『漢書』の蕭望之伝冒頭の注で、「漢の功臣で代々侯になっている蕭何の末裔の系譜は明らかであり、また高名な学者である蕭望之なら自分の先祖についてよくわかっているはずである。でありながら『漢書』で蕭何と蕭望之の血縁関係について全く記していないのだから、後世の系図は信用できない」と断じている。